# Larissa Fontaine
Larissa Fontaine (Chicago, Illinois, 15 de diciembre de 1977) es una gimnasta artística estadounidense, subcampeona del mundo en 1994 en el concurso por equipos.

## 1994
En el Mundial de Dortmund 1994 gana la plata por equipos, tras Rumania y por delante de Rusia, siendo sus compañeras de equipo: Dominique Dawes, Amanda Borden, Jaycie Phelps, Amy Chow, Kerri Strug y Shannon Miller.